# Mega Man (videojuego para DOS)
Mega Man es un juego de ordenador para DOS que fue desarrollado originalmente para ser parte de los videojuegos de la serie Mega Man, fue licenciado por Capcom, el juego DOS fue creado en por la Hi-Tech Expressions y lanzado solamente en  Estados Unidos en 1990.  Ha recibido  duras críticas por  los gráficos de baja calidad, la falta de la música de fondo y la  jugabilidad bastante pobre comparado con la serie original. Los fanáticos lo consideran que su historia no es canoníca para la serie principal.
Una secuela se tituló Mega man III, aunque no había Mega Man II para DOS. Tanto este juego y el americano de la versión del Norte de Mega Man en Wily's Revenge doctor para la Game Boy comparte el arte de la misma  caja, en lugar de ser un nuevo dibujo de todo, la obra de arte es un retoque de boxart de Mega Man 3. Sin embargo, el paisaje circundante y los robots maestros se han recortado fuera de la foto.
El juego cuenta con tres jefes robot que debe derrotar Mega Man:  Sonic Man, Volt Man, y Dyna Man.

## Historia
El Dr. Wily ha vuelto con un nuevo superordenador su invención es llamada "Crorq". Usando Crorq, Wily ha tomado el control sobre la mayor parte de las máquinas en el mundo. Una vez más, Mega Man intenta derrotar de nuevo a las máquinas de Dr. Wily y a él mismo como jefe final.